# Кречмер, Эрнст
Эрнст Кре́чмер (нем. Ernst Kretschmer [ˈɛʁnst ˈkrɛt͡ʃmɐ], 8 октября 1888, Вюстенрот, Королевство Вюртемберг, Германская империя — 8 февраля 1964, Тюбинген, Баден-Вюртемберг) — немецкий психиатр и психолог, создатель типологии типов строения тела и их связи с психическими болезнями, а также типов темпераментов.

## Биография
Эрнст Кречмер родился в Германии в местечке Вюстенрот неподалёку от Хайльбронна 8 октября 1888 года. Он был назван в честь своего отца — Эрнста Кречмера. С 1895 года жил с родителями в маленькой деревне Обербрюдене, где и прошло его детство. Мать Кречмера — Луиза Бенгель, была дочерью врача и оказывала местным жителям медицинскую помощь. Отец был священником. Учился Кречмер у философа Христофа фон Зигварта, а позднее начал заниматься литературой. Ещё в детстве Эрнст Кречмер начал размышлять над характерами типами характеров своих родителей их семей.
С 10 до 18 лет Кречмер учился в гимназии в Штутгарт-Каннштатте и жил у старшего учителя Шленкера, также он посещал семинары в Шентале и Урахе.
В 1906 году приступил к изучению философии, всемирной истории, литературы и истории искусств в Тюбингенском университете, но через два семестра сменил специализацию и стал изучать медицину, сначала в Мюнхенском университете, где на него особенно сильное влияние оказали психиатрические занятия Эмиля Крепелина.
На развитие Кречмера как учёного занятия у Крепелина оказали влияние в следующих отношениях:
- От Крепелина, который вошёл в историю психологии тем, что соединил экспериментальную психологию вундтовской школы с материалом психиатрической клиники, Кречмер усвоил тесную связь психологической и психиатрической проблематики;
- От своего мюнхенского профессора Кречмер почерпнул идею определяющей связи психических расстройств с конституциональными особенностями человека. Эта идея у него переросла в научную теорию и стала содержательной основой «Медицинской психологии»;
- Важнейшее открытие Крепелина, разделившего эндогенные психозы по их исходу и, конкретнее, выделившего особенности маниакально-депрессивного психоза, он подготовил под руководством Крепелина.

Затем был на стажировке в госпитале Эппендорфской больнице в Гамбурге и в Тюбингене, у Роберта Ойгена Гауппа. Кречмер также посещал курсы в Эппендорфской больнице, которые «были так интенсивны, концентрированы и многосторонни, что такой курс вполне мог быть приравнен к двум семестрам в медицинском университете». После сдачи государственного экзамена университета Кречмер не мог окончательно определиться с выбором медицинской специализации.
И всё-таки всё больше проявлялась расположенность к психиатрии, что естественно для врача с богатыми духовными интересами.
Интернатуру Кречмер проходил в больнице Штутгарт-Каннштатта под началом тайного советника Вайеля — дерматолога и терапевта, который практиковал как семейный врач. Затем несколько месяцев Кречмер проработал младшим врачом в психиатрической больнице Винненталь под руководством Крейзера. Там он получил первое представление о внутреннем устройстве и работе психиатрической больницы. Обучение окончилось в 1912 году.
В 1914 году Кречмер защитил докторскую диссертацию по теме «Развитие бреда и маниакально-депрессивный симптомокомплекс» (нем. «Wahnbildung und manisch-depressiver Symptomenkomplexe»).
В 1915 году Эрнст Кречмер женился на Луизе Прегицер, дочери лютеранского пастора. Их старший сын Вольфганг Кречмер вспоминает:

«В юности очень красивая, без профессии, со школьным образованием, очень добрая, скромная, шизотимная. Они поженились в 1915 году, когда отец уже работал у Гауппа. Мать, видимо, сразу же поняла, что отца ждёт великая карьера, и всячески облегчала его жизнь дома, чтобы помочь ему спокойно работать. Старалась освободить его от всего, что он сам мог бы не делать. Ради этого она сопровождала его в поездках на конгрессы в другие германские города и другие страны, отвечала на все письма, кроме писем к коллегам. Она вычитывала его рукописи, помогала исправить к лучшему некоторые места как редактор. Отец был глубоко благодарен ей. Было у них большое взаимное доверие. Помню, как субботними и воскресными вечерами они читали вместе вслух, играли (скрипка и фортепьяно), как отец пел лирические песни, а мать аккомпанировала на фортепьяно».
— В. Кречмер, «Беседы с Вольфгангом Кречмером»
Со вступлением на военную службу занимался организацией неврологического отделения военного госпиталя в Бад-Маргентхайме. «Два года в Бад-Мергентхайме были самыми продуктивными в моем развитии», — писал Кречмер. Там возникло несколько работ о теории истерии, вошедшие позднее в его книгу «Истерия, рефлекс и инстинкт». Там же на примере параноидных реакций при травмах мозга написан труд «О психогенном образовании бреда при травматической слабости мозга» (1918).
В 1918 году он перебрался в Тюбинген, в это время опубликовал свою работу «Сензитивный бред отношения» («Der sensitive Beziehungswahn», Berlin, 1918), которую Карл Ясперс оценил как «близкую к гениальной». С 1919 по 1926 годы Эрнст Кречмер работал в университетской клинике нервных болезней в Тюбингене первоначально ассистентом, затем главным врачом, будучи приват-доцентом и профессором.
Летом 1919 года приват-доцент Кречмер начал читать лекции студентам по теме «гениальные люди» (одноимённая книга издана десятью годами позднее). В 1921 году издана книга «Строение тела и характер. Исследования по проблеме конституции и теории темпераментов» (нем. «Körperbau und Charakter. Untersuchungen zum Konstitutionsproblem und zur Lehre von den Temperamenten»), ставшая событием в мировой психиатрии и психологии. К идее такой классификации по строению тела (на атлетический, астенический и пикнический типы) Эрнст Кречмер пришёл ещё в первый год после государственного экзамена в больнице Виненталь.
В 1922 году одно из издательств «заставило» Кречмера написать книгу «Медицинская психология», книга, которая стала одной из первых по медицинской психологии. В те годы данное направление психологии только зарождалось. В этой работе Кречмер расширил свою концепцию конституционализма.
В 1923 году вышло первое издание книги «Об истерии» (нем. Über Hysterie), название которой потом было изменено на «Истерия, рефлекс и инстинкт» (нем. «Hysterie, Reflex und Instinkt»)
В 1926 году Кречмер был приглашён в качестве ординарного профессора психиатрии и неврологии в университет Марбурга. При клинике Кречмер с сотрудниками основали экспериментально-психологическую лабораторию, в которой исследовали особенности двигательных функций, регуляции мышечного тонуса и цветовосприятия у людей разных темпераментов. В центре внимания Кречмера в Марбурге стояли исключительно клинические аспекты психиатрии. В 1929 году была издана книга «Гениальные люди» (нем. «Geniale Menschen»).
В 1933 году Эрнст Кречмер покинул пост президента Всеобщего медицинского общества психотерапии (AÄGP) в связи с тем, что оно перешло в подчинение партии НСДАП. Кречмер отказался вступать в НСДАП.
В Тюбинген Кречмер возвращается через двадцать лет благодаря приглашению, в 1946 году, на пост директора университетской клиники. С 1946 года по 1959 год он работал в качестве профессора и директора Неврологической клиники в университете Тюбингена. После передачи клиники ученикам Кречмер организовал собственную лабораторию конституциональной и трудовой психологии, которой руководил до своей смерти. Основными научными интересами Кречмера была проблематика, связанная со взаимоотношениями между физическими характеристиками человека и спецификой протекания психических расстройств.
Умер 9 февраля 1964 года.

## Сотрудничество с нацистами
Хоть Кречмер и не вступил в НСДАП, 11 ноября 1933 года он подписал декларацию немецких профессоров в поддержку Адольфа Гитлера и национал-социалистическому государству» (нем. «Bekenntnis der Professoren an den deutschen Universitäten und Hochschulen zu Adolf Hitler und dem nationalsozialistischen Staat») и поддерживал СС. По словам Хейда, в начале лета 1941 года участник заседания консультативного совета по программе Т-4. По словам Элизабет Энке, в 1940 году посещал Центр Эвтаназии Бембург. Кроме того, он был военным психиатром в звании обер-фельдарцта в военном округе Ⅸ в Марбурге.

## Вклад в науку
Среди публикаций Кречмера (их более 150) особое место занимают работы по соотношению телосложения и характера. В начале 1920-х годов он пережил особый творческий подъём, и в это время появилась основная его работа, принесшая ему всемирную известность — «Строение тела и характер» («Körperbau und Charakter», 1921). Здесь было описано обследование около 200 больных.
На основании множества вычислений соотношения частей тела Кречмер выделил три основных типа строения тела:
1. астенический (нем. Astenischer Habitus, от др.-греч. ἀσθενής «слабый»);
2. пикнический (нем. Pyknischer Habitus, от др.-греч. πυκνός «плотный, толстый»);
3. атлетический (нем. Athletischer Habitus, от др.-греч. ἀθλητικός «свойственный атлетам, борцам»)[7].

Астенический по-иному иногда называется лептосомным (от др.-греч. λεπτός «тонкий» и др.-греч. σῶμα «тело»). Кречмер называет «астениками» хилые, крайние и слабые варианты лептосомного типа.
Менее был определён диспластический тип, но также бывают и смешанные формы (например, циклотимически-пикнический, атлетически-астенический).
Эти типы телосложения он соотнёс с описанными Крепелином психическими заболеваниями — «циркулярным» помешательством (маниакально-депрессивным психозом или биполярным аффективным расстройством) и dementia præcox (шизофренией), и оказалось, что существует определённая связь: к маниакально-депрессивным психозам более склонны люди с пикническим типом конституции, а к шизофрении — с астеническим.
Далее он сделал предположение, что те же особенности темперамента, которые являются ведущими при психических расстройствах, могут быть обнаружены, лишь при меньшей их выраженности, и у здоровых индивидов. Различие между болезнью и здоровьем, по Кречмеру, лишь количественное: любому типу темперамента свойственны психотический, психопатический и здоровый варианты психического склада. Каждому из основных психотических заболеваний соответствует определённая форма психопатии, а также определённый темперамент здорового человека.

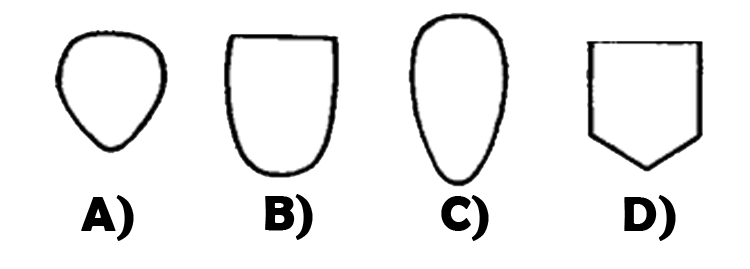
Типы фронтального очертания лица (схематически): A) Укороченная форма яйца
B) Широкая щитовидная форма C) Форма вытянутого яйца D) Плоский пятиугольник.

Также большое значение Кречмер придавал форме головы. При шизофрении встречаются астенически-шизофренической конфигурации, и наряду с маленькими черепами встречаются ещё и более характерные формы. Например, «пузырчатый череп». При этом череп расширяется над ушами и может довольно сильно сужаться по пути ко лбу. Также иногда при астенической морфологии присутствует череп с формой башни. Он может играть большую роль у некоторых диспластичных шизофреников с длинным ростом. Ладьеобразный череп во всём шизофреническом материале Кречмера встречается только два раза, но в резко выраженной форме.
| Средний объём головы у мужчин в возрасте между 18 и 30 годами. | Средний объём головы у мужчин в возрасте между 18 и 30 годами. | Средний объём головы у мужчин в возрасте между 18 и 30 годами. | Средний объём головы у мужчин в возрасте между 18 и 30 годами. |
| -------------------------------------------------------------- | -------------------------------------------------------------- | -------------------------------------------------------------- | -------------------------------------------------------------- |
|                                                                | Атлетический                                                   | Астенический                                                   | Пикнический                                                    |
| Объём головы                                                   | 56,3                                                           | 55,6                                                           | 57,7                                                           |

### Основные типы строения тела

#### Астенический тип
Понятие астенического габитуса введено Штиллером, исправлено и ограничено в желательном смысле Бауаром. Полученный Кречмером клинический материал об астениках соответствует таковому Бауара.
В основном астеники обладают слабым ростом по толщине при среднем неуменьшенном росте в длину, средний вес, а также размеры в объёме и ширине понижены по сравнению со средними размерами, характерными для других людей.

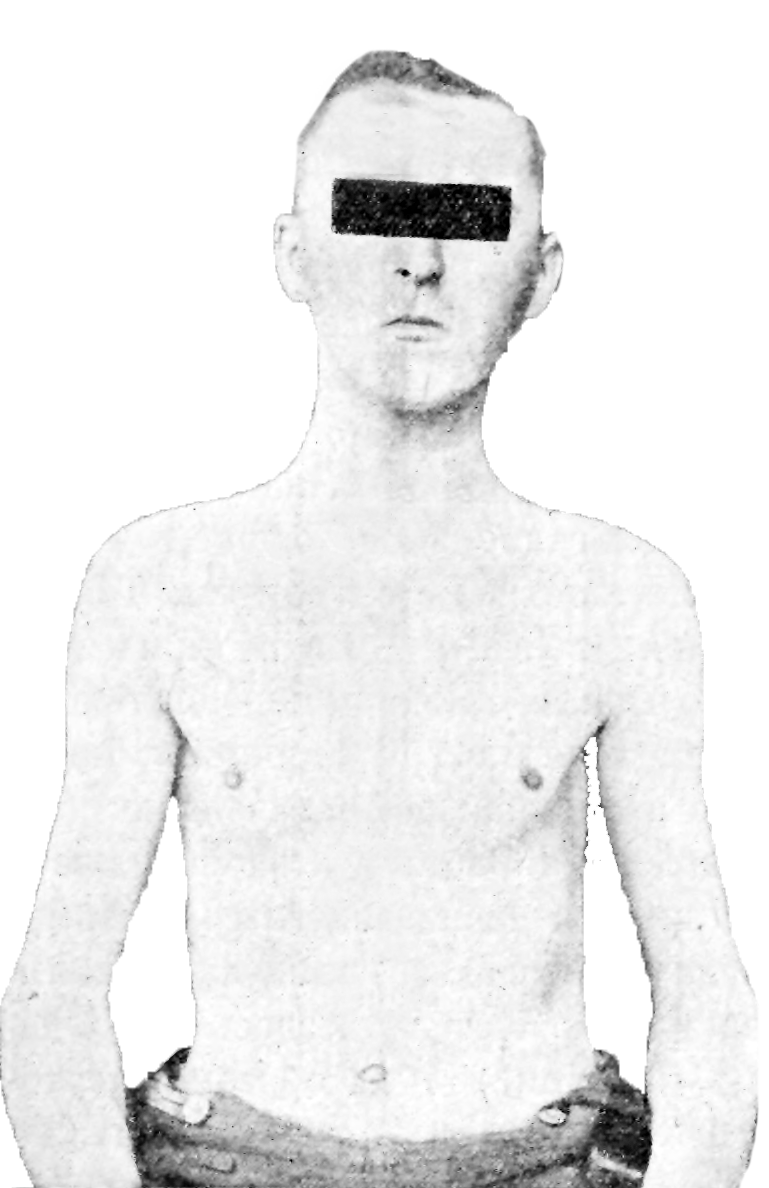
Шизоид с астеническим типом.

В тяжёлых случаях — это худощавый, тонкий, малокровный, с тонкокостными кистями, с узкими плечами, лишённым жира животом и отставанием веса тела от его длины.
Иногда возникают варианты и комбинации астенического и атлетического видов телосложения.
Астенические женщины напоминают астенических мужчин по своему габитусу, кроме того, что они не только худы, но часто и малого роста.
| Основные размеры тела при астеническом типе строения тела | Основные размеры тела при астеническом типе строения тела | Основные размеры тела при астеническом типе строения тела |
| --------------------------------------------------------- | --------------------------------------------------------- | --------------------------------------------------------- |
|                                                           | Мужчины                                                   | Женщины                                                   |
| Вес                                                       | 50,5 кг                                                   | 44,4 кг                                                   |
| Длина тела                                                | 168,4 см                                                  | 153,8 см                                                  |
| Ширина плеч                                               | 35,5                                                      | 32,8                                                      |
| Объём груди                                               | 84,1                                                      | 77,7                                                      |
| Живота                                                    | 74,1                                                      | 67,7                                                      |
| Бёдер                                                     | 84,7                                                      | 82,2                                                      |
| Предплечья                                                | 23,5                                                      | 20,2                                                      |
| Руки                                                      | 19,7                                                      | 18,0                                                      |
| Икры                                                      | 30,0                                                      | 27,7                                                      |
| Длина ног                                                 | 89,4                                                      | 79,2                                                      |

#### Атлетический тип
Мужской атлетический тип отличается сильным развитием скелета и мускулатуры. Они среднего или высокого роста, но обычно выше среднего, со статной грудной клеткой, мужчины с особенно широкими плечами, с хорошей мускулатурой.

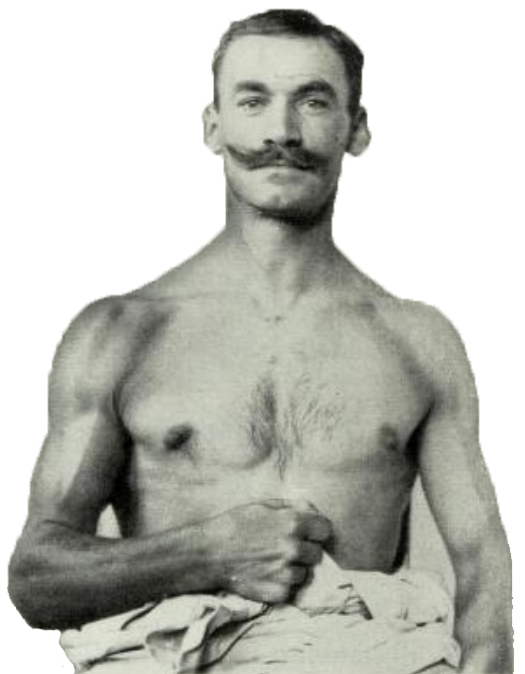
Шизофреник с атлетическим типом.

Атлетический тип ясно выступает примерно с 18 лет.
Атлетический тип у женщин отличается не задержкой, а обильным развитием жира. Также часто встречается маскулинизм (мужские черты строения тела и лица).
| Основные размеры тела при атлетическом типе строения тела | Основные размеры тела при атлетическом типе строения тела | Основные размеры тела при атлетическом типе строения тела |
| --------------------------------------------------------- | --------------------------------------------------------- | --------------------------------------------------------- |
|                                                           | Мужчины                                                   | Женщины                                                   |
| Вес                                                       | 62,9 кг                                                   | 61,7 кг                                                   |
| Длина тела                                                | 170,0 см                                                  | 163,1 см                                                  |
| Ширина плеч                                               | 39,1                                                      | 37,7                                                      |
| Объём груди                                               | 91,7                                                      | 86,0                                                      |
| Живота                                                    | 79,6                                                      | 75,1                                                      |
| Бёдер                                                     | 91,5                                                      | 95,0                                                      |
| Предплечья                                                | 26,2                                                      | 24,2                                                      |
| Руки                                                      | 21,7                                                      | 20,0                                                      |
| Икры                                                      | 33,1                                                      | 31,7                                                      |
| Длина ног                                                 | 90,9                                                      | 85,0                                                      |

#### Пикнический тип
Пикнический тип людей обычно среднего роста с плотной фигурой, с мягким широким лицом на довольно небольшой, но массивной шее, с основательным жирным животом.
Конечности округлые, мягкие, со слабым рельефом мышц и костей, но обладают изяществом. Ключицы и суставы кистей обычно нежные и стройные. Плечи немного приподняты и сдвинуты вперёд, круглые.

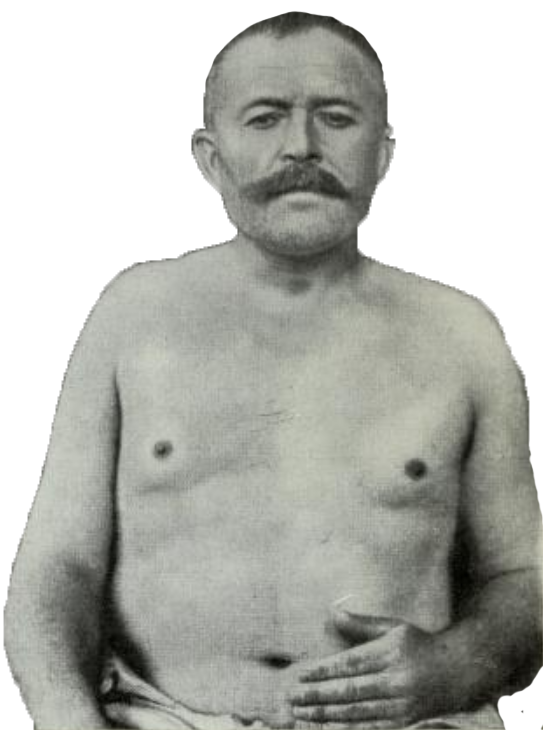
Пикнический тип.

Пикники склонны к ожирению, преимущественно с откладыванием жира в торсе, компактном жирном животе. Бёдра и икры тоже иногда подвержены ожирению.
При комбинации пикнического типа с атлетическим, плечи шире и конечности более грубы и костлявы.
Пикническое строение тела у женщин несколько иное: Жир откладывается в основном на торсе, но больше всего его в бёдрах и на груди. Соотношение плеч и груди сходно с мужчинами. Часто наблюдается низкий рост (ниже 150 см).
| Основные размеры тела при пикническом типе строения тела | Основные размеры тела при пикническом типе строения тела | Основные размеры тела при пикническом типе строения тела |
| -------------------------------------------------------- | -------------------------------------------------------- | -------------------------------------------------------- |
|                                                          | Мужчины                                                  | Женщины                                                  |
| Вес                                                      | 68,0 кг                                                  | 56,3 кг                                                  |
| Длина тела                                               | 167,8 см                                                 | 156,5 см                                                 |
| Ширина плеч                                              | 36,9                                                     | 34,3                                                     |
| Объём груди                                              | 94,5                                                     | 86,0                                                     |
| Живота                                                   | 88,8                                                     | 78,7                                                     |
| Бёдер                                                    | 92,0                                                     | 94,2                                                     |
| Предплечья                                               | 26,5                                                     | 22,4                                                     |
| Руки                                                     | 20,7                                                     | 18,6                                                     |
| Икры                                                     | 33,2                                                     | 31,3                                                     |
| Длина ног                                                | 87,4                                                     | 80,5                                                     |

### Распределение циркулярной и шизофренической группы по типам строения тела
| Строение тела и психическая предрасположенность | Строение тела и психическая предрасположенность | Строение тела и психическая предрасположенность | Строение тела и психическая предрасположенность | Строение тела и психическая предрасположенность | Строение тела и психическая предрасположенность | Строение тела и психическая предрасположенность | Строение тела и психическая предрасположенность |
| ----------------------------------------------- | ----------------------------------------------- | ----------------------------------------------- | ----------------------------------------------- | ----------------------------------------------- | ----------------------------------------------- | ----------------------------------------------- | ----------------------------------------------- |
|                                                 |                                                 |                                                 |                                                 |                                                 |                                                 | Циркулярные                                     | Шизофреники                                     |
| Астеническое                                    | •                                               | •                                               | •                                               | •                                               | •                                               | 4                                               | 81                                              |
| Атлетическое                                    | •                                               | •                                               | •                                               | •                                               | •                                               | 3                                               | 31                                              |
| Атлетически-астеническое смешанное              | •                                               | •                                               | •                                               | •                                               | •                                               | 2                                               | 11                                              |
| Пикническое                                     | •                                               | •                                               | •                                               | •                                               | •                                               | 58                                              | 2                                               |
| Пикнические смешанные формы                     | •                                               | •                                               | •                                               | •                                               | •                                               | 14                                              | 3                                               |
| Диспластическое                                 | •                                               | •                                               | •                                               | •                                               | •                                               | —                                               | 34                                              |
| Расплывчатые картины и не внесённые в рубрики   | •                                               | •                                               | •                                               | •                                               | •                                               | 4                                               | 13                                              |
|                                                 |                                                 |                                                 |                                                 |                                                 | Всего                                           | 85                                              | 175                                             |

Наиболее предрасположены к шизофрении астеники, атлетики и некоторые диспластики, а к маниакально-депрессивным заболеваниям — люди с пикническим строением тела. Циклотимический темперамент, при чрезмерной выраженности может доходить, через уже анормальную циклоидную вариацию характера, до маниакально-депрессивного психоза. При шизотимической форме темперамента, в случае отклонения от нормы, возникает шизофрения, а переходные формы между здоровьем и болезнью или болезненные абортивные формы — это шизоиды и циклоиды.
Следовательно, нужно учитывать, что термины «шизотимический» и «циклотимический» не имеют ничего общего с вопросом, больной человек психически или здоров, так как они представляют собою названия для больших общих биотипов, которые заключают в себе огромную массу здоровых индивидуумов, и лишь небольшую часть психозов.

### Шизотимический и циклотимический темпераменты
Понятие о конституции Кречмер называл общебиологическим и психофизическим, относящемуся как к телесному, так и к психике. Чисто психологическим является понятие «характер». В этом разделе рассматриваются темпераменты, которые должны стать начальным компонентом для главной дифференцировки биологической психологии и стать эвристическим термином.
Темперамент влияет на чувствительность или отсутствие её, то есть на психэстезию, на окраску настроения, психомоторную сферу (характер движений и их темп) и психический темп — задержку или ускорение психических процессов и их особого ритма.
| Две больши́е конституциональные группы темпераментов по Кречмеру | Две больши́е конституциональные группы темпераментов по Кречмеру                              | Две больши́е конституциональные группы темпераментов по Кречмеру                   |
| --------------------------------------------------------------- | -------------------------------------------------------------------------------------------- | --------------------------------------------------------------------------------- |
|                                                                 | Шизотимики                                                                                   | Циклотимики                                                                       |
| Психэстезия и настроение                                        | Психэстетическая пропорция: между гиперэстетическим (сензитивен) и анэстетическим (холоден)  | Диатетическая пропорция: между повышенным (весел) и депрессивным (грустен)        |
| Психомоторная сфера                                             | Часто неадекватна раздражению: задержка, параличность, деревянность и т .д.                  | Адекватна раздражению: мягка, закруглённа, естественна                            |
| Психический тип                                                 | Прыгающая кривая темперамента: между нестабильностью и альтернативными чувствами и мышлением | Колеблющаяся кривая темперамента: между флегматичным и подвижным (сангвиническим) |
| Родственный тип строения тела                                   | Астенический, атлетический, диспластический и их комбинации                                  | Пикнический тип                                                                   |

Шизоиды или циклоиды — колеблющиеся между здоровьем и психическим расстройством личности, которые отражают в лёгкой степени основные симптомы шизофренического психоза у одного, и циркулярного — у другого.

### Изучение свойств темпераментов
В «Медицинской психологии» Кречмер выделил 6 главных темпераментов:
1. Циклотимический — на основе пикнического телосложения:
  1. гипоманический;
  2. синтонный;
  3. тяжелокровный.
2. Шизотимический — на основе лептомсомной конституции:
  1. гипэрестетический;
  2. шизотимический (среднее положение);
  3. анэстетический.

Вязкий темперамент (нем. Visköse Temperament) — отдельный особый темперамент, на основе атлетического телосложения, характеризующийся вязкостью, трудностью переключения и склонностью к аффективным вспышкам, наиболее предрасположенный к эпилептическим заболеваниям.
В качестве основных свойств темперамента Кречмер рассматривал чувствительность к раздражителям, настроение, темп психической деятельности, психомоторику, индивидуальные особенности которых в конечном счете обусловлены химизмом крови. В своей работе «Гениальные люди» («Geniale Menschen», Berlin, 1929), для которой начал подготавливать материалы ещё в 1919 году, Кречмер сделал попытку переноса своего учения о типах конституции в область «наук о духе». Проводил исследования конституциональных особенностей преступников, на основе чего давал рекомендации о проведении с ними реабилитационной работы. В дальнейшем попытался подвести под своё учение биологический базис — на основе понимания конституции организма как определяемого индивидуальными особенностями работы системы желёз внутренней секреции («Körperbau und Charakter: Untersuchungen zum Konstitutionsproblem und Lehre von den Temperamenten», Berlin, 1951).

### Исследования морфологии и физиологии развития
Начиная с 1946 года, Кречмер занимался также обширными исследованиями морфологии и физиологии развития, детской и юношеской психопатологией. Большую известность принесла Кречмеру разработанная им ещё в 1923 году психотерапевтическая методика, «гипноз активный ступенчатый» («Über gestufte aktive Hypnoseübung und den Umbau der Hypnosetechnik», «Dtsch. med. Wschr.», 1946, 71), основанный на проработке пациентом воображаемых образов. Ввёл понятие «ключевой психической травмы», как затрагивающей наиболее уязвимые сферы переживаний.

## Список произведений

### Книги
- Wahnbildung und manisch-depressiver Symptomenkomplexe = [Развитие бреда и маниакально-депрессивный симптомокомплекс]. — Berlin, 1914. (Диссертация)
- Der sensitive Beziehungswahn: Ein Beitrag zur Paranoiafrage und zur psychiatrischen Charakterlehre = [Сензитивный бред отношения: Вклад в вопрос паранойи и теории психического характера]. — Berlin: Springer-Verlag, 1918. — 166 с. Первое издание на Google Books, Издание 1950 с открытым доступом для чтения на Google Books (нем.)
- Körperbau und Charakter: Untersuchungen zum Konstitutionsproblem und zur Lehre von den Temperamenten (нем.). — Berlin: Springer-Verlag, 1921. — 192 p.
  - Строение тела и характер / Пер. со 2-го нем. изд. Г. Я. Тартаковского. — М.—Петроград: Госиздат, 1924. — 283 с. — (Современные проблемы естествознания. Книга 18). — 5,000 экз.
  - Строение тела и характер: Исследования в области проблемы конституции и учения о темпераментах / Пер. с 3-го нем. изд. В. М. Слонимской. — Киев: Гос. изд-во Украины, 1924. — 244 с.
- Medizinische Psychologie = [Медицинская психология]. — Leipzig: Thieme Verlagsgruppe, 1922. — 305 с. Первое издание на Google Books Эта книга стала одним из первых учебников по медицинской психологии. В её основу Кречмер положил свою теорию конституциональной психологии, центральное положение которой — тесная связь строения тела и психической жизни человека.
  - Перевод на русский (на сайте ФГБНУ НЦПЗ): Медицинская психология = Medizinische Psychologie / пер. с нем. ???.
- Über Hysterie = [Об истерии]. — Leipzig: Thieme Verlagsgruppe, 1923. В этой книге, вышедшей впервые в 1923 году, Кречмер раскрывает механизм возникновения истерических расстройств. На русском языке книга не переиздавалась более семидесяти лет. Книга впоследствии переименована в «Истерия, рефлекс и инстинкт» = «Hysterie, Reflex und Instinkt».
  - Перевод на русский (на сайте ФГБНУ НЦПЗ): Об истерии = Über Hysterie / пер. с нем. ???.
- В соавторстве: Kretschmer E., Kehrer F. A. Die Veranlagung zu seelischen Störungen = [Предрасположенность к психическим расстройствам]. — Berlin: Springer-Verlag, 1924. Написано в соавторстве с Фердинандом Адальбертом Керером[нем.] (1883—1966) — врачом и профессором неврологии и психиатрии в Мюнстерском университете.
- Störungen des Gefühlslebens, Temperamente. Handbuch der Geisteskrankheiten = [Нарушения эмоциональной жизни, темпераменты. Руководство по психическим заболеваниям]. — Band 1. — Berlin: Springer-Verlag, 1928.
- Geniale Menschen = [Гениальные люди]. — Berlin: Verlag von Julius Springer, 1929. — 253 с. Первое издание на Google Books
- Psychotherapeutische Studien = [Психотерапевтические исследования]. — Stuttgart: Thieme Verlagsgruppe, 1949. — 215 с. Первое издание на Google Books
- Gestalten und Gedanken. Erlebnisse von Ernst Kretschmer = [Формы и мысли. Опыт Эрнста Кречмера]. — Stuttgart: Thieme Verlagsgruppe, 1963. — 223 с. Первое издание на Google Books

### Статьи
- Das apallische Syndrom = [Апаллический синдром] (англ.) // Zeitschrift für die gesamte Neurologie und Psychiatrie[англ.] : journal. — 1940. — Vol. 169. — P. 576—579. — doi:10.1007/BF02871384. (нем.)
- Robert Gaupp zum Gedächtnis = [Воспоминания о Роберте Гауппе] (болг.). — Stuttgart: Deutsche medizinische Wochenschrift, 1953. — Т. 78. — С. 1713.